# Marjeta na Dravskem polju
Marjeta na Dravskem polju – wieś w Słowenii, w gminie Starše. W 2018 roku liczyła 453 mieszkańców.